# Decibel

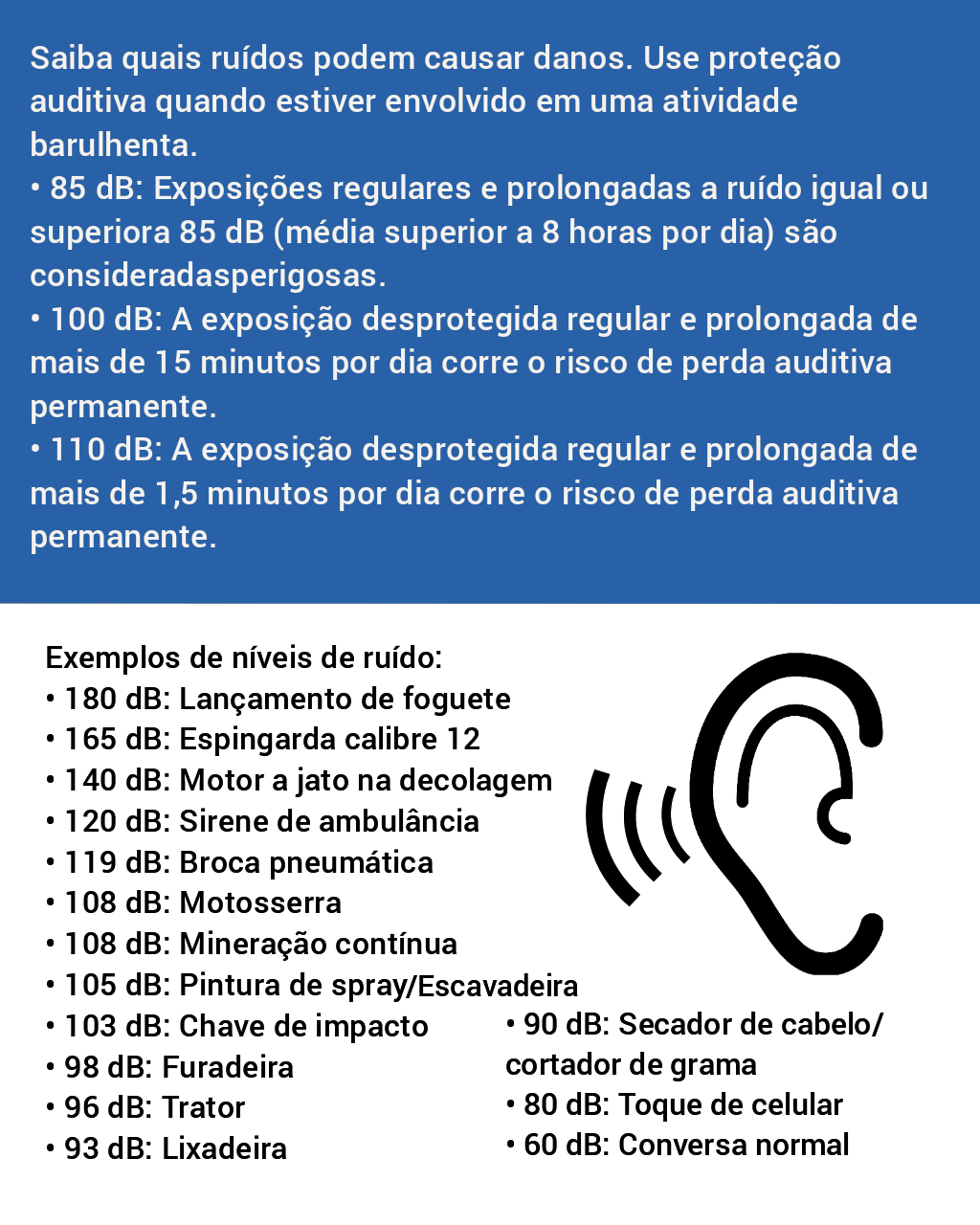
Exemplos de níveis sonoros, avaliados em decibel, de várias fontes sonoras e actividades (extraído da aplicação NIOSH Sound Level Meter)

O decibel (símbolo: dB) é uma unidade de medida relativa, adimensional, correspondente à décima parte de um bel (símbolo: B), que expressa o rácio de uma grandeza física (geralmente energia ou intensidade) em relação a um nível de referência especificado ou implícito, expressa numa escala logarítmica de base 10 (log10). Um valor em dB expressa a relação entre dois valores de um nível de potência ou de um nível de campo (ou nível de potência-raiz) numa escala logarítmica. Dois sinais cujos níveis difiram em 1,0 dB têm uma relação de potência de 101/10 (aproximadamente 1,26) ou uma relação de potência-raiz de 101⁄20 (aproximadamente 1,12).

## Definição
O bel (símbolo: B) é uma unidade de medida adimensional, que compara a intensidade de um sinal a um nível de referência. Recebe este nome em homenagem ao físico Alexander Graham Bell. O cálculo é mais frequente em decibel.
A unidade bel é usada para caracterizar o logaritmo decimal da razão entre duas quantidades similares de energia ou potência {\displaystyle P_{1}} e {\displaystyle P_{2}}:
{\displaystyle Q_{(P)}=\log {\frac {P_{1}}{P_{2}}}\,\mathrm {B} =10\,\log {\frac {P_{1}}{P_{2}}}\,\mathrm {dB} .}
Para {\displaystyle Q_{(P)}}, por exemplo, o valor 1 B resulta quando a razão de potência é {\displaystyle {P_{1}}/{P_{2}}=10}. O decibel, por sua vez, é formado com o acréscimo do prefixo d (deci):
{\displaystyle 1\,\mathrm {dB} ={\frac {1}{10}}\,\mathrm {B} .}
O decibel pode expressar uma alteração no valor (por exemplo, +1 dB ou −1 dB) ou um valor absoluto. No último caso, o valor numérico expressa a proporção de um valor para um valor de referência fixo; quando usado dessa forma, o símbolo da unidade geralmente é sufixado com códigos de letras que indicam o valor de referência. Por exemplo, para o valor de referência de 1 volt, um sufixo comum é "V" (por exemplo, "20 dBV")
As normas ISO 80000-8 e 60027-3 descrevem as definições para grandezas físicas e quantidades, entre as quais o decibel. De acordo com essas definições, o decibel (1 dB) é uma décima parte do bel. O bel (B), por sua vez, é definido como 0,5 log(10) neper: 1 B = 0,5 log(10) Np. Por sua vez, o neper é definido como a mudança em nível de uma quantidade de potência-raiz quando a quantidade de potência-raiz muda por um fator de e, ou seja, 1 Np = ln(e) = 1, relacionando, assim, todas as unidades como o logaritmo natural não-dimensional das relações potência-raiz-quantidade, 1 dB = 0.115 13… Np = 0.115 13….  Finalmente, o nível de uma quantidade é o logaritmo da razão entre o valor dessa quantidade e um valor de referência do mesmo tipo de quantidade. Essas definições permitem estabelecer as seguintes igualdades:
{\displaystyle 1{\text{ dB}}=0,1{\text{ B}}}
{\displaystyle 1{\text{ B}}={\frac {1}{2}}\log _{e}\!\left({\frac {Q}{Q_{0}}}\right)\,{\text{Np}}=10\log _{10}\!\left({\frac {Q}{Q_{0}}}\right)\,{\text{dB}}} 

onde {\displaystyle Q} é a quantidade medida e {\displaystyle Q_{0}} o valor de referência.
Portanto, o bel representa o logaritmo de uma razão entre duas grandezas de potência de 10:1, ou o logaritmo de uma proporção entre duas grandezas de potência-raiz de √10:1. Logo, duas quantidades cujos níveis diferem em um decibel têm uma relação de potência de 101/10, o que corresponde aproximadamente a 1,25893, e uma amplitude (quantidade potência-raiz) cujo rácio é 101⁄20 (aproximadamente 1,12202).
O bel é raramente usado sem um prefixo do SI que não seja deci, sendo preferível, por exemplo, usar centésimos de um decibel em vez de milibel. Assim, cinco milésimos de um bel seriam normalmente escritos como 0,05 dB, e não como 5 mB.
Em consequência da definição atrás apresentada, o método de expressar uma razão como um nível em decibel depende da propriedade medida ser uma grandeza de potência ou uma grandeza de potência-raiz, pelo que tal distinção deve ser sempre tida em conta.
A definição do decibel originou-se na medição da perda de transmissão e potência na telefonia do início do século XX no Bell System dos Estados Unidos. O bel foi assim designado em homenagem a Alexander Graham Bell, mas o bel raramente é usado. Em vez disso, o decibel é usado para uma ampla variedade de medições em ciência e engenharia, mais frequentemente em acústica, eletrónica e teoria de controlo. Na eletrónica, os ganhos dos amplificadores, a atenuação dos sinais e a relação sinal-ruído são grandezas frequentemente expressas em decibéis.
Dois tipos principais de escala em decibel são de uso comum: (1) as derivadas de uma relação de potência; e (2) as derivadas de níveis de potência-raiz. Ao expressar uma relação de potência, cada nível é definido como dez vezes o logaritmo na base 10, ou seja, uma mudança na potência por um fator de 10 corresponde a uma mudança de nível de 10 dB. Ao expressar grandezas de potência-raiz, uma mudança na amplitude por um fator de 10 corresponde a uma mudança de nível de 20 dB. Em consequência, os dois tipos de escalas em decibéis diferem por um fator de dois, de modo que a potência relacionada e os níveis de potência-raiz mudam pelo mesmo valor em sistemas lineares onde a potência seja proporcional ao quadrado da amplitude.
| dB | Rácio de potências | Rácio de potências | Rácio de amplitudes | Rácio de amplitudes |
| --- | ------------------ | ------------------ | ------------------- | ------------------- |
| 100 | 10000              |                    | 100000              |                     |
| 90 | 1000               |                    | 31623               |                     |
| 80 | 100000             |                    | 10000               |                     |
| 70 | 10000              |                    | 3162                |                     |
| 60 | 1000               |                    | 1000                |                     |
| 50 | 100000             |                    | 316                 | .2                  |
| 40 | 10000              |                    | 100                 |                     |
| 30 | 1000               |                    | 31                  | .62                 |
| 20 | 100                |                    | 10                  |                     |
| 10 | 10                 |                    | 3                   | .162                |
| 6 | 3                  | .981 ≈ 4           | 1                   | .995 ≈ 2            |
| 3 | 1                  | .995 ≈ 2           | 1                   | .413 ≈ √2           |
| 1 | 1                  | .259               | 1                   | .122                |
| 0 | 1                  |                    | 1                   |                     |
| −1 | 0                  | .794               | 0                   | .891                |
| −3 | 0                  | .501 ≈ 1⁄2         | 0                   | .708 ≈ √1⁄2         |
| −6 | 0                  | .251 ≈ 1⁄4         | 0                   | .501 ≈ 1⁄2          |
| −10 | 0                  | .1                 | 0                   | .3162               |
| −20 | 0                  | .01                | 0                   | .1                  |
| −30 | 0                  | .001               | 0                   | .03162              |
| −40 | 0                  | .0001              | 0                   | .01                 |
| −50 | 0                  | .00001             | 0                   | .003162             |
| −60 | 0                  | .000001            | 0                   | .001                |
| −70 | 0                  | .0000001           | 0                   | .0003162            |
| −80 | 0                  | .00000001          | 0                   | .0001               |
| −90 | 0                  | .000000001         | 0                   | .00003162           |
| −100 | 0                  | .0000001           | 0                   | .00001              |
| Exemplo de uma escala mostrando o rácio de potência x, os rácos de amplitude √x os dB equivalentes 10 log10 x. |                    |                    |                     |                     |

### História
O decibel teve origem nos métodos usados para quantificar a perda de sinal em circuitos telegráficos e telefónicos. Até meados da década de 1920, a unidade de perda era a designada "Miles of Standard Cable" (MSC), sendo que um 1 MSC correspondia à perda de potência que era medida quando o sinal percorria uma milha (aproximadamente 1,6 km) de cabo telefónico padrão a uma frequência de 5000 radianos por segundo (795,8 Hz). Tal valor correspondia sensivelmente à menor atenuação detectável por um ouvinte médio. Para este efeito, um cabo de telefone padrão era «um cabo com resistência uniformemente distribuída de 88 ohms por loop-milha e shunt com capacitância uniformemente distribuída de 0,054 microfarads por milha» (correspondendo aproximadamente a fio de bitola 19).
Em 1924, os os membros do Comité Consultivo Internacional em Telefonia de Longa Distância na Europa ( International Advisory Committee on Long Distance Telephony in Europe) deram rparecer favorável a uma proposta elaborada pelos Bell Telephone Laboratories visando uma nova definição de unidade de atenuação que substituísse o MSC a que deram inicialmente o nome de Unidade de Transmissão (Transmission Unit ou TU). A nova unidade foi definida de forma que 1 TU fosse dez vezes o logaritmo de base 10 da razão entre a potência medida e uma potência de referência.
A definição foi convenientemente escolhida de modo que 1 TU fosse aproximadamente 1& bsp;MSC (como definido, 1 MSC era 1,056 TU). Em 1928, o Sistema Bell renomeou o TU para «decibel», considerando a nova unidade como sendo um décimo de uma unidade recém-definida para o logaritmo de base 10 do rácio das potências a que, por sugestão do Comité Consultivo Internacional em Telefonia de Longa Distância, deram o nome de «bel». O nome da nova unidade é uma homenagem ao pioneiro das telecomunicações Alexander Graham Bell. Dada a sua maior adequação aos valores geralmente medidos, o decibel foi a unidade de trabalho proposta, sendo por isso o bel raramente usado.
A origem da nomenclatura e a definição inicial do decibel são descritas no anuário de 1931 (1931 Yearbook) do National Institute of Standards and Technology (ao tempo o NBS, National Bureau of Standards) da seguinte forma:
Em 1954, Joseph Warren Horton (do U.S. Navy Underwater Sound Laboratory) argumentou que o uso do decibel como unidade para quantidades diferentes da perda de transmissão levara à confusão e sugeriu o nome logit para magnitudes padrão que se combinam por multiplicação, para contrastar com o termo unidade que seria reservado para magnitudes padrão que combinam por adição.
Em abril de 2003, o Comité Internacional de Pesos e Medidas (CIPM) considerou uma recomendação para a inclusão do decibel no Sistema Internacional de Unidades (SI), mas decidiu contra a proposta. No entanto, o decibel é reconhecido por outros organismos internacionais, como a International Electrotechnical Commission (IEC) e a International Organization for Standardization (ISO). O IEC permite o uso do decibel com grandezas de potência-raiz e de potência e esta recomendação é seguida por muitos organismos de padronização nacionais, como o NIST dos Estados Unidos, o que justifica o uso do decibel para relações de voltagem. Apesar do seu uso muito difundido, a utilização de sufixos como referência a valores base (como em dBA ou dBV) não são reconhecidos pelo IEC nem pela ISO.

## Acústica
Uma intensidade sonora I ou potência P pode ser expressa em decibels de acordo com a relação:
{\displaystyle I_{\mathrm {dB} }=10\log _{10}\left({\frac {I}{I_{0}}}\right)\quad \mathrm {ou} \quad P_{\mathrm {dB} }=10\log _{10}\left({\frac {P}{P_{0}}}\right)\,}
em que I0 e P0 são as intensidades e potências de referência.
Se PdB é 3 dB então P é aproximadamente o dobro de P0.
Se PdB é 10 dB então P é 10 vezes maior que P0.
Se PdB é -10 dB então P é 10 vezes menor que P0.
Se PdB é 20 dB então P é 100 vezes maior que P0.
Se PdB é -20 dB então P é 100 vezes menor que P0.
A tensão elétrica V, a corrente elétrica I ou a pressão p podem ser expressas em decibels de acordo com a relação seguinte:
{\displaystyle X_{\mathrm {dB} }=20\log _{10}\left({\frac {X}{X_{0}}}\right)}
em que X pode ser a tensão V, a corrente I ou a pressão p, e X0 são seus valores de referência. Note que é incorreto utilizar essas medidas se as impedâncias elétricas ou acústicas não são as mesmas nos pontos onde a tensão ou pressão é comparada. Usando essa abordagem o decibel é uma medida de intensidade ou potência relativa.
Se VdB é 6 dB então V é o dobro que V0.
Se VdB é 20 dB então V é 10 vezes maior que V0.
Se VdB é -20 dB então V é 10 vezes menor que V0.
Se VdB é 40 dB então V é 100 vezes maior que V0.
Se VdB é -40 dB então V é 100 vezes menor que V0.
Embora o Comitê Internacional de Pesos e Medidas (BIPM) aceite a sua utilização com o sistema SI, ele não é uma unidade do SI. Apesar disso, seguem-se as convenções do SI, e a letra d é grafada em minúscula por corresponder ao prefixo deci- do SI, e B é grafado em maiúsculo pois é uma  abreviação da unidade bel que é derivada de nome Alexander Graham Bell. Como o bel é uma medida muito grande para uso diário, o decibel (dB), que corresponde a um décimo de bel (B), acabou se tornando a medida de uso mais comum.

### Vantagens
As vantagens do uso do decibel são:
- É mais conveniente somar os valores em decibels em estágios sucessivos de um sistema do que multiplicar os seus fatores de multiplicação.
- Faixas muito grandes de razões de valores podem ser expressas em decibels em uma faixa bastante moderada, possibilitando uma melhor visualização dos valores grandes.
- Na acústica o decibel usado como uma escala logarítmica da razão de intensidade sonora, se ajusta melhor a intensidade percebida pelo ouvido humano, pois o aumento do nível de intensidade em decibels corresponde aproximadamente ao aumento percebido em qualquer intensidade, fato conhecido com a Lei de potências de Stevens. Por exemplo, um humano percebe um aumento de 90 dB para 95 dB como sendo o mesmo que um aumento de 20 dB para 25 dB.

Ver exemplo em *Sound files to show the size of a decibel.

### Outras escalas logarítmicas
- O neper é uma unidade similar que usa o logaritmo natural.
- A escala Richter também usa números expressos em bels.
- Na espectrometria e na óptica as unidades de absorbância são equivalentes a −1 B.
- Na astronomia a magnitude aparente que mede o brilho das estrelas também é uma unidade logarítmica, uma vez que da mesma forma que o ouvido responde de modo logarítmico a potência acústica, o olho também responde de modo logarítmico a intensidade luminosa.
- Na química, o pH, que mede a acidez e alcalinidade de uma solução aquosa, também é uma escala logarítmica.

## História e uso do bel e decibel
O bel (símbolo B) é uma unidade de medida de razões. Ele é principalmente usado nas telecomunicações, eletrônica, e acústica. Foi inventado por engenheiros do Bell Labs para quantificar a redução no nível acústico sobre um cabo telefônico padrão com 1 milha de comprimento. Originalmente era chamado de unidade de transmissão ou TU, mas foi renomeado entre 1923 e 1924 em homenagem ao fundador do laboratório Alexander Graham Bell.

## Decibel na medida física do som
O som é uma oscilação na pressão do ar (ou de outro meio elástico) capaz de ser percebida pelo ouvido humano. O número de oscilações da pressão do ar por unidade de tempo define sua frequência, enquanto a magnitude da pressão média define a potência e a intensidade sonora. A frequência é expressa em hertz (ou ciclos/segundo) e a pressão em pascal (ou newtons/m2), enquanto a potência é a energia emitida pela fonte sonora por unidade de tempo, expressa em joules/s ou W (estamos usando unidades do Sistema Internacional). A intensidade sonora pode ser definida como potência por unidade de área, expressa em watt/m2. Essas escalas para medida de pressão, potência e intensidade das ondas sonoras são escalas lineares.
Contudo, a pressão, a potência e a intensidade dos sons captados pelo ouvido humano cobrem uma ampla faixa de variação. Por exemplo, um murmúrio irradia uma potência de 0,000 000 001 watt (10−9 W) enquanto o grito de uma pessoa comum tem uma potência sonora de cerca de 0,001 watt; uma orquestra sinfônica chega a produzir 10 watts enquanto um avião a jato emite 100 000 watts de potência ao decolar. Sendo assim, uma escala logarítmica, como o decibel, é mais adequada para medida dessas grandezas físicas. Por este motivo, são usadas as seguintes escalas logarítmicas:

### Nível de Pressão Sonora
{\displaystyle dB_{\rm {SPL}}=20\,\log(P_{\rm {ef}}/P_{o})}
{\displaystyle P_{\rm {ef}}} = valor eficaz da pressão sonora
{\displaystyle P_{o}=2\times 10^{-5}\,{\rm {N/m}}^{2}}

### Nível de Intensidade Sonora
{\displaystyle dB_{\rm {IL}}=10\,\log(I/I_{o})}
I = intensidade acústica
{\displaystyle I_{o}=10^{-12}\,{\rm {W/m}}^{2}}

### Nível de Potência Sonora
{\displaystyle dB_{\rm {PWL}}=10\,\log(W/W_{o})}
W = potência acústica
{\displaystyle W_{o}=10^{-12}\,{\rm {W}}}
Os valores de referência, Po, Io e Wo, correspondem aos limiares (ou umbrais) de percepção do ouvido humano. Note que o dB no umbral é zero. Nas expressões acima,
SPL = sound pressure level (nível de pressão sonora);
IL = (sound) intensity level (nível de intensidade sonora);
PWL = (sound) power level (nível de potência sonora).

## Escrita
Segundo o "Novo Dicionário Aurélio da Língua Portuguesa" (2ª edição Revista e Atualizada), o plural de bel é bels, enquanto para o plural de decibel as duas formas são corretas: decibels e decibéis.
Entretanto, no Brasil, o Decreto Federal No. 81.621 de 3 de maio de 1978 (Anexo 3.2), sobre o Quadro Geral de Unidades de Medidas, estabelece que a forma legal do plural de decibel é decibels.
Estas duas são as interpretações populares da questão das unidades e dos seus plurais, mas não estão erradas. Uma unidade é um qualificativo, um padrão, não uma quantidade. As unidades não têm portanto plural, nem gênero. Uma "unidade" é UM. Em rigor deve-se portanto dizer 1 decibel (1x1 decibel), 10 decibel 10x1 decibel, dez vezes a unidade padrão decibel), etc. Por outro lado, essa informação pode ser facilmente refutada apresentando os plurais "metros", "horas" e "quilogramas" para as unidades "metro", "hora" e "quilograma". A confusão é comum porque não há plurais nas simbologias das unidades (2 metros = 2 m, 11 horas = 11h e 30 quilogramas = 30 kg). Ver definição de unidades de medida.
A regra definida pelas normas internacionais ISO, considera que quando a designação da unidade é proveniente do nome de uma pessoa (exemplo: N=Newton) não se utiliza o plural.